# Chużyry
Chużyry (ros. Хужиры) – wieś (ułus) w Rosji, w Buriacji, w rejonie tunkinskim. W 2010 liczyła 951 mieszkańców.